# Farr Bay
Die Farr Bay ist eine 11 km breite Bucht an der Küste des ostantarktischen Königin-Marie-Lands. Sie liegt unmittelbar östlich des Helen-Gletschers.
Die Mannschaft der West-Basis bei der Australasiatischen Antarktisexpedition (1911–1914) unter der Leitung des australischen Polarforschers Douglas Mawson entdeckte sie im November 1912. Mawson benannte sie als zunächst als Depot Bay. Später änderte er die Benennung. Neuer Namensgeber ist Clinton Coleridge Farr (1866–1943), Physikprofessor an der University of Canterbury im neuseeländischen Christchurch und Mitglied des Expeditionskomitees.